# Don Siegel
Donald "Don" Siegel (Chicago, Illinois, 26 de outubro de 1912 — Nipomo, Califórnia, 20 de abril de 1991) foi um diretor de cinema e televisão estadunidense.

## Carreira
Graduou-se no Jesus College (Cambridge). Começou a trabalhar em um departamento da Warner Bros., chegando a chefe. Em 1945 realizou dois curta-metragens, Hitler Lives? e A Star in the Night. A distinção da Academia por estes trabalhos deu início à sua carreira de diretor de filmes.
Em 1956 realizou o clássico filme B Vampiros de Almas (Invasion of the Body Snatchers), angariando reputação de realizador de excelentes trabalhos, mesmo com limitações de orçamento e produção. Em 1962, fez com Steve McQueen O Inferno É Para os Heróis (Hell Is for Heroes). Em 1964, dirigiu o influente Os Assassinos (The Killers), com Lee Marvin, feito para a TV mas exibido nos cinemas. No final da década de 1960, inicia sua parceria de sucesso com Clint Eastwood. Entre os filmes que fizeram juntos destacam-se os dramas policiais Meu Nome É Coogan (Coogan's Bluff, 1968) e Perseguidor Implacável (Dirty Harry, 1971), além do western Os Abutres Têm Fome (Two Mules for Sister Sara, 1970) e o suspense Alcatraz, Fuga Impossível (Escape from Alcatraz, 1979). Eastwood, aliás, reconhece que Siegel foi uma de suas maiores influências no campo da direção (o outro é Sergio Leone). Siegel dirigiu também o último filme de John Wayne, o western clássico O Último Pistoleiro (The Shootist, 1976).
Entre seus inúmeros trabalhos na televisão, destacam-se dois episódios da série Além da Imaginação (The Twilight Zone), "The Self-Improvement of Salvadore Ross" e "Uncle Simon", além longa-metragens e episódios para diversas outras séries, como Destry, The Lloyd Bridges Show, Bus Stop e The Legend of Jesse James.
De 1948 a 1953, foi casado com a atriz Viveca Lindfors, com quem teve um filho, Kristoffer Tabori.
Morreu aos setenta e oito anos, de câncer.

## Filmografia
Todos os títulos em português referem-se a exibições no Brasil.
- 1946 Justiça Tardia (The Verdict)
- 1949 Noite Após Noite (Night Unto Night)
- 1949 O Cais da Maldição (The Big Steal)
- 1952 Onde Impera a Traição (The Duel at Silver Creek)
- 1952 Adorável Tentação (No Time for Flowers)
- 1953 Medo Que Condena (Count the Hours)
- 1953 Aventura na China (China Venture)
- 1954 Rebelião no Presídio (Riot in Cell Block 11)
- 1954 Dinheiro Maldito (Private Hell 36)
- 1955 Dois Corações e uma Alma (The Annapolis Story)
- 1956 Vampiros de Almas (Invasion of the Body Snatchers)
- 1956 A Rua do Crime (Crime in the Streets)
- 1957 O Assassino Público No. 1 (Baby Face Nelson)
- 1957 Cigana Espanhola (Spanish Affair)
- 1958 Contrabando de Armas (The Gun Runners)
- 1958 O Sádico Selvagem (The Lineup)
- 1959 Uma Dívida de Amor (Hound Dog Man)
- 1959 Covil da Morte (Edge of Eternity)
- 1960 Estrela de Fogo (Flaming Star)
- 1962 O Inferno É Para os Heróis (Hell Is for Heroes)
- 1964 Os Assassinos (The Killers, TV)
- 1964 O Signo da Morte (The Hanged Man, TV))
- 1967 A Caçada (Stranger on the Run, TV))
- 1968 Meu Nome É Coogan (Coogan's Bluff)
- 1968 Os Impiedosos (Madigan)
- 1970 Os Abutre Também Têm Fome (Two Mules for Sister Sara)
- 1971 O Estranho Que Nós Amamos (The Beguiled)
- 1971 Perseguidor Implacável (Dirty Harry)
- 1973 O Homem Que Enganou a Máfia (Charley Varrick)
- 1974 O Moinho Negro (The Black Windmill)
- 1976 O Último Pistoleiro (The Shootist)
- 1977 O Telefone (Telefon)
- 1979 Alcatraz, Fuga Impossível, (Escape from Alcatraz)
- 1980 Ladrão Por Excelência (Rough Cut)
- 1982 Jogando Com a Vida (Jinxed!)